# Pomer
Pomer est une commune d’Espagne, dans la province de Saragosse, communauté autonome d'Aragon, de la comarque de Aranda.